# 날치자리
날치자리(Volans [ˈvoʊlænz])는 남쪽 하늘에 있는 별자리이다.
이 별자리는 대한민국에서는 볼 수 없다.

## 역사

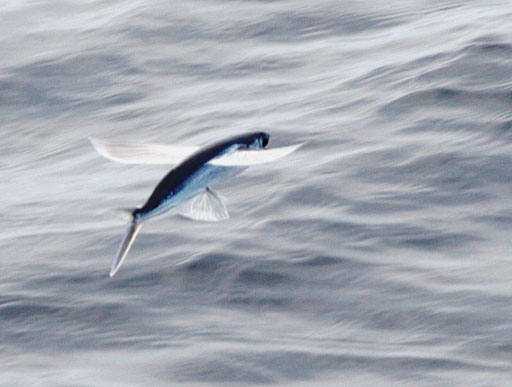
대서양의 날치

두 모험가(Pieter Dirkszoon Keyser와 Frederick de Houtman)가 이름 붙인 12개 별자리 중 하나이며, 요한 바이어의 우라노메트리아(1603년 출간)에 처음 등장하였다. 원래의 이름은 'Piscis Volan(나는 물고기)'이었다.

## 신화
날치자리는 17세기에 만들어진 별자리로, 아르고자리 아랫쪽에 놓여졌다.

## 별과 성운
날치자리 베타는 지구로부터 108광년 떨어져 있는 항성이다. 날치자리 감마는 이중성이다.

## 같이 보기
- Starry Night Photography : Volans Constellation
- Star Tales – Volans